# 森雅紀
森 雅紀（もり まさのり、8月8日 - ）は、埼玉県出身のパーソナリティ。株式会社サンディ所属。O型。

## 出演作品

### ラジオ
- RADIO MAGIC NEXT（ミュージックバード）
- Tokyo V-stock（TOKYO FM／金曜26:00-26:30／2007年10月-2008年3月）
- SAMURAI DRIVE（Team J Station）
- アトリエジャパン（FM-FUJI）
- 真夜中のファントムラボ（FM-FUJI）
- 目覚ましラジオ（ミュージックバード）

### テレビ
- Real A PROJECT（TFM+）
- ホームタウン湘南（湘南ケーブルネットワーク）
- 御無礼承知（J:COM）
- スポーツパラダイス（静岡朝日テレビ）
- 中尾和子のいつどこダイエット（GAORA）
- ○ごとX（静岡第一テレビ）
- 聖この夜～クリスマスツリーの奇跡～（2012年12月22日、TOKYO MX） - ナツキ 役
- 江戸→東京どらま えにしの記憶 シーズン3 戦いの火蓋（TOKYO MX2）

### 吹き替え
- ライアンを探せ!

### ミュージカル
- らき☆すた≒おん☆すて（2012年9月20日 - 30日、シアターGロッソ） - MC森雅紀 役